# Procàvids
Els procàvids (Procaviidae) són l'única família vivent de l'ordre dels damans o hiracoïdeus. Se'n reconeixen tres gèneres vivents i dos d'extints. Tant les espècies actuals com les extintes són oriündes d'Àfrica i el sud-oest d'Àsia. El registre fòssil indica que aparegueren a l'Àfrica subsahariana durant el Miocè inferior i no arribaren a allò que avui en dia és l'Orient Pròxim fins al Plistocè. El seu aspecte recorda el dels conills porquins, però no són rosegadors.

## Característiques
Els procàvids conserven o han recuperat una sèrie de característiques primitives dels mamífers; en particular, tenen una regulació interna de la temperatura poc desenvolupada, que compensen mitjançant la termoregulació conductual, com ara aplegar-se i prendre el sol.
A diferència de la majoria dels altres animals de brosteig i pasturatge, no utilitzen els incisius a la part davantera de la mandíbula per tallar fulles i herba; més aviat, utilitzen les dents molars als costats de la mandíbula. Els dos incisius superiors són grans i semblants a ullals, i creixen contínuament al llarg de la vida, semblants als dels rosegadors. Els quatre incisius inferiors són "dents de pentinat" profundament acanalades. Un diastema es produeix entre els incisius i les dents de les galtes. La fórmula dental per als procàvids és {\displaystyle {\tfrac {1.0.4.3}{2.0.4.3}}}.
Encara que no són ruminants, els procàvids tenen estómacs complexos i de diveres cambres que permeten als bacteris simbiòtics descompondre materials vegetals resistents, però la seva capacitat general de digerir la fibra és inferior a la dels ungulats.
Els procàvids no construeixen caus, com fan la majoria de rosegadors i mamífers semblants als rosegadors, sinó que al llarg de la seva vida busca refugi en forats existents de gran varietat en mida i configuració.
Els procàvids habiten en terrenys rocosos a l'Àfrica subsahariana i a l'Orient Mitjà. Els seus peus tenen coixinets de goma amb nombroses glàndules sudorípares, que poden ajudar a l'animal a mantenir la seva adherència quan es mou ràpidament per superfícies escarpades i rocoses. També tenen ronyons eficients, que retenen l'aigua perquè puguin sobreviure millor en ambients àrids.
Les femelles donen a llum fins a quatre cries després d'un període de gestació de 7 a 8 mesos, depenent de l'espècie. Les cries es deslleten entre 1 i 5 mesos d'edat i assoleixen la maduresa sexual als 16-17 mesos.
Els procàvids viuen en petits grups familiars, amb un sol mascle que defensa agressivament el territori dels rivals. Quan l'espai habitable és abundant, el mascle pot tenir accés exclusiu a múltiples grups de femelles, cadascuna amb la seva pròpia distribució. La resta de mascles viuen vides solitàries, sovint a la perifèria de les zones controlades per mascles més grans, i s'aparellen només amb femelles més joves.
Els procàvids tenen mioglobina altament carregada, que s'ha deduït que reflecteix una ascendència aquàtica.

### Similituds amb proboscidis i sirenis
Els damans comparteixen diverses característiques inusuals amb els ordres de mamífers Proboscidis (elefants i els seus parents extints) i Sirenis (manatís i dugongs), que han donat com a resultat que tots es col·loquin en el clade dels Penungulats. Els procàvids masculins no tenen escrot i els seus testicles romanen amagats a la seva cavitat abdominal al costat dels ronyons, igual que els d'elefants, manatís i dugongs. Les procàvids femelles tenen un parell de tetines prop de les aixelles, així com quatre tetines a l'engonal; els elefants tenen un parell de tetines prop de les axil·les, i els dugongs i els manatís tenen un parell de tetines, situades a prop de cadascuna de les aletes frontals. Els ullals dels procàvids es desenvolupen a partir de les dents incivives com ho fan els ullals d'elefants; la majoria dels ullals de mamífers es desenvolupen a partir dels canins. Els procàvids, com els elefants, tenen ungles aplanades a la punta dels seus dits, en lloc de les urpes corbes i allargades que solen veure's als mamífers.